# Bukowo (Opole)
Pour les articles homonymes, voir Bukowo.
Bukowo est une localité polonaise du gmina de Murów dans la voïvodie et le powiat d'Opole.